# Sowjetischer Fußballpokal 1954
Der Sowjetische Fußballpokal 1954 war die 15. Austragung des sowjetischen Pokalwettbewerbs der Männer.
Pokalsieger wurde Dynamo Kiew. Das Team setzte sich im Finale gegen Spartak Jerewan durch. Titelverteidiger Dynamo Moskau war in der 3. Runde ausgeschieden.

## Teilnehmende Teams
| Klass A (13) | Klass B (36) | Klass B (36) | Pokalsieger Teilrepubliken (18) |
| --- | --- | --- | --- |
| - Dynamo Moskau - Lokomotive Moskau - Spartak Moskau - Torpedo Moskau - ZDSA Moskau - Dynamo Kiew - Dinamo Tiflis - Krylja Sowetow Kuibyschew - Lokomotive Charkow - Spartak Minsk - Torpedo Gorki - Trudowyje Reserwy Leningrad - Zenit Leningrad | - Awangard Swerdlowsk - Awangard Tscheljabinsk - Burewestnik Kischinjow - Chimik Moskau - Daugava Riga - DOF Sewastopol - Energija Saratow - Iskra Frunse - Gornjak Leninabad - Krasnoje snamja Iwanowo - Krasnaja Swesda Petrosawodsk - Krylja Sowetow Molotov - Lokomotive Alma-Ata - Metallurg Dnjepropetrowsk - Metallurg Odessa - Metallurg Saporoschje - Neftjanik Baku - Neftjanik Krasnodar | - ODO Kiew - ODO Lwow - ODO Swerdlowsk - ODO Tiflis - Pischtschewik Minsk - Schachtjor Mosbass - Schachtjor Stalino - Spartak Aschchabat - Spartak Jerewan - Spartak Kalinin - Spartak Taschkent - Spartak Uschgorod - Spartak Vilnius - JK Tallinna Kalev - Team Woronesch - Torpedo Rostow - Torpedo Stalingrad - Zenit Moskau | - Team Kirowakan (SSR Armenien) - SiB Baku (SSR Aserbaidschan) - Torpedo Wizebsk (SSR Belarus) - Sokol Tallinn (SSR Estland) - TTU Tiflis (SSR Georgien) - Dynamo Petrosawodsk (SSR Karelo-Finnland) - Dinamo Alma-Ata (SSR Kasachstan) - ProfSojusy Frunse (SSR Kirgisien) - Sarkanais Liepāja (SSR Lettland) - Inkaras Kaunas (SSR Litauen) - Lokomotive Ungheni (SSR Moldawien) - ODO Chabarowsk (SFSR Russland) - Uroschai Aschchabad (SSR Tadschikistan) - ProfSojus Leninabad (SSR Turkmenistan) - Maschinostroitel Kiew (SSR Ukraine) - ODO Taschkent (SSR Usbekistan) - ODO Leningrad (Leningrad (Stadt)) - Dynamo-II Moskau (Moskau (Stadt)) |

## 1. Runde
| Datum      |                              | Ergebnis  |                     |
| ---------- | ---------------------------- | --------- | ------------------- |
| 15.08.1954 | Iskra Frunse                 | 11:10     | ProfSojusy Frunse   |
| 15.08.1954 | ProfSojus Leninabad          | 4:3 n. V. | Gornjak Leninabad   |
| 15.08.1954 | Spartak Aschchabat           | 12:10     | Uroschai Aschchabad |
| 15.08.1954 | Spartak Taschkent            | 5:0       | ODO Taschkent       |
| 15.08.1954 | ODO Kiew                     | 1+:- 1    | ODO Swerdlowsk      |
| 18.08.1954 | Burewestnik Kischinjow       | 3:2       | Lokomotive Ungheni  |
| 18.08.1954 | Inkaras Kaunas               | 0:2       | Spartak Vilnius     |
| 18.08.1954 | JK Tallinna Kalev            | 4:0       | Sokol Tallinn       |
| 18.08.1954 | Krasnaja Swesda Petrosawodsk | 3:0       | Dynamo Petrosawodsk |
| 18.08.1954 | Sarkanais Liepāja            | 0:1       | Daugava Riga        |
| 18.08.1954 | Neftjanik Baku               | 2:1       | SiB Baku            |
| 18.08.1954 | Neftjanik Krasnodar          | 1:2       | Schachtjor Mosbass  |
| 20.08.1954 | Maschinostroitel Kiew        | 1:0       | Team Woronesch      |
| 25.08.1954 | Lokomotive Alma-Ata          | 2:1       | Dinamo Alma-Ata     |
| 25.08.1954 | ODO Tiflis                   | 2:0       | TTU Tiflis          |
| 25.08.1954 | Spartak Jerewan              | 3:0       | Team Kirowakan      |

## 2. Runde
| Datum      |                              | Ergebnis  |                        |
| ---------- | ---------------------------- | --------- | ---------------------- |
| 17.08.1954 | Metallurg Dnjepropetrowsk    | 6:0       | Awangard Swerdlowsk    |
| 17.08.1954 | Zenit Moskau                 | 1:4       | Spartak Uschgorod      |
| 18.08.1954 | Dynamo-II Moskau             | 3:2       | DOF Sewastopol         |
| 18.08.1954 | Krasnoje snamja Iwanowo      | 1:3 n. V. | Schachtjor Stalino     |
| 18.08.1954 | Torpedo Rostow               | 3:1       | Spartak Kalinin        |
| 20.08.1954 | ProfSojus Leninabad          | 2:3 n. V. | Spartak Taschkent      |
| 22.08.1954 | Iskra Frunse                 | 3:1       | Spartak Aschchabat     |
| 22.08.1954 | Krylja Sowetow Molotov       | 2:1       | Energija Saratow       |
| 22.08.1954 | Neftjanik Baku               | 1:4       | ODO Kiew               |
| 25.08.1954 | ODO Leningrad                | 4:0       | Awangard Swerdlowsk    |
| 28.08.1954 | Pischtschewik Minsk          | 2:0       | Torpedo Wizebsk        |
| 28.08.1954 | Spartak Vilnius              | 2:0       | JK Tallinna Kalev      |
| 29.08.1954 | Krasnaja Swesda Petrosawodsk | 1:2       | Burewestnik Kischinjow |
| 29.08.1954 | Maschinostroitel Kiew        | 0:0 n. V. | Chimik Moskau          |
| 29.08.1954 | ODO Lwow                     | 3:1       | Metallurg Saporoschje  |
| 29.08.1954 | ODO Tiflis                   | 3:0       | Daugava Riga           |
| 01.09.1954 | ODO Chabarowsk               | 2+:- 2    | Torpedo Stalingrad     |
| 01.09.1954 | Schachtjor Mosbass           | 2:0       | Metallurg Odessa       |
| 03.09.1954 | Spartak Jerewan              | 2+:- 2    | Lokomotive Alma-Ata    |

### Wiederholungsspiel
| Datum      |                       | Ergebnis |               |
| ---------- | --------------------- | -------- | ------------- |
| 30.08.1954 | Maschinostroitel Kiew | 1:6      | Chimik Moskau |

## 3. Runde
Die 13 Erstligisten stiegen in dieser Runde ein.
| Datum      |                           | Ergebnis  |                             |
| ---------- | ------------------------- | --------- | --------------------------- |
| 26.08.1954 | Torpedo Gorki             | 4:2       | Krylja Sowetow Molotov      |
| 27.08.1954 | Lokomotive Moskau         | 4:0       | Spartak Taschkent           |
| 29.08.1954 | ODO Leningrad             | 3:2       | Trudowyje Reserwy Leningrad |
| 30.08.1954 | Spartak Moskau            | 3:1       | Dynamo Moskau               |
| 05.09.1954 | Lokomotive Charkow        | 1:3       | Spartak Uschgorod           |
| 05.09.1954 | Spartak Minsk             | 4:0       | ODO Kiew                    |
| 06.09.1954 | Pischtschewik Minsk       | 0:3 n. V. | Chimik Moskau               |
| 07.09.1954 | Burewestnik Kischinjow    | 1:0 n. V. | ODO Tiflis                  |
| 07.09.1954 | Dynamo-II Moskau          | 1:2       | Zenit Leningrad             |
| 12.09.1954 | Schachtjor Stalino        | 2:2 n. V. | Dinamo Tiflis               |
| 15.09.1954 | Torpedo Rostow            | 0:4       | ZDSA Moskau                 |
| 16.09.1954 | Dynamo Kiew               | 4:2       | Spartak Vilnius             |
| 18.09.1954 | ODO Lwow                  | 3:2       | Krylja Sowetow Kuibyschew   |
| 19.09.1954 | Torpedo Moskau            | 3:0       | ODO Chabarowsk              |
| 23.09.1954 | Metallurg Dnjepropetrowsk | 3+:- 3    | Iskra Frunse                |
| 23.09.1954 | Schachtjor Mosbass        | 0:3       | Spartak Jerewan             |

### Wiederholungsspiel
| Datum      |                    | Ergebnis |               |
| ---------- | ------------------ | -------- | ------------- |
| 13.09.1954 | Schachtjor Stalino | 1:0      | Dinamo Tiflis |

## Achtelfinale
| Datum      |                           | Ergebnis  |                        |
| ---------- | ------------------------- | --------- | ---------------------- |
| 08.09.1954 | Metallurg Dnjepropetrowsk | 5:3 n. V. | Torpedo Gorki          |
| 12.09.1954 | ODO Leningrad             | 3:1       | Burewestnik Kischinjow |
| 17.09.1954 | Zenit Leningrad           | 2:0       | Lokomotive Moskau      |
| 23.09.1954 | Schachtjor Stalino        | 3:1       | Spartak Uschgorod      |
| 29.09.1954 | Spartak Jerewan           | 2:0       | Spartak Minsk          |
| 01.10.1954 | ODO Lwow                  | 0:1       | Chimik Moskau          |
| 03.10.1954 | Spartak Moskau            | 1:3       | Dynamo Kiew            |
| 05.10.1954 | ZDSA Moskau               | 1:0 n. V. | Torpedo Moskau         |

## Viertelfinale
| Datum      |                           | Ergebnis  |                    |
| ---------- | ------------------------- | --------- | ------------------ |
| 22.09.1954 | Metallurg Dnjepropetrowsk | 2:1 n. V. | ODO Leningrad      |
| 05.10.1954 | Spartak Jerewan           | 1:0       | Schachtjor Stalino |
| 06.10.1954 | Zenit Leningrad           | 2:0       | Chimik Moskau      |
| 12.10.1954 | Dynamo Kiew               | 3:1 n. V. | ZDSA Moskau        |

## Halbfinale
| Datum      |                 | Ergebnis  |                           |
| ---------- | --------------- | --------- | ------------------------- |
| 11.10.1954 | Spartak Jerewan | 4:0       | Metallurg Dnjepropetrowsk |
| 16.10.1954 | Dynamo Kiew     | 1:0 n. V. | Zenit Leningrad           |

## Finale
| Paarung         | Dynamo Kiew – Spartak Jerewan |
| Ergebnis        | 2:1 (1:0) |
| Datum           | 20. Oktober 1954 |
| Stadion         | Dynamo-Stadion, Moskau |
| Zuschauer       | 65.000 |
| Schiedsrichter  | Nikolai Latyschew |
| Tore            | 1:0 Wiktor Terentjew (35.) 1:1 Wiktor Merkulow (49.) 2:1 Michail Koman (69.) |
| Dynamo Kiew     | Oleg Makarow – Arkadi Larionow, Witali Golubew – Tiberi Popowitsch, Alexander Kolzow, Michail Michalina – Wladimir Bordanowitsch, Wiktor Terentjew, Pawel Winkowatow, Andrei Sasrojew , Michail Koman, Wiktor Fomin Cheftrainer: Oleg Oschenkow      |
| Spartak Jerewan | Sergei Satikjan – Papik Papojan, Kajayr Poladjan – Manuk Semerjan, Howsep Asatrjan , Eduard Wardanjan – Arutjun Karadschjan, Kamo Wardanjan (Armenak Durgajan) – Arutjun Kegejan, Wiktor Merkulow, Hovhannes Abrahamjan Cheftrainer: Hajk Andriasjan |